# Платонівський рік
Платонівський рік, Великий рік, Світовий рік — період прецесії осі обертання Землі. Платонівський рік дорівнює за різними даними від 25 700 до 25 800 календарних років.

## Походження назви
Назва походить від імені давньогрецького філософа Платона. У своєму діалозі Тімей він пише зокрема про те, що планети після дуже довгого циклу знову повертаються на свою первинну позицію, завершуючи таким чином один світовий цикл. Щоправда, термін прецесія у Платона не вживається. Насправді Платон міг і не знати про прецесію, оскільки відкриття випередження рівнодення пов'язують з іменем Гіппарха Нікейського. Прямо пов'язав Великий рік (або Світовий рік) із періодом прецесії пізньоантичний автор Макробій.

## Платонівські місяці
Платонівський рік поділяють на 12 платонівських місяців[джерело?] (світових, великих місяців, або світових епох), або астрологічних ер кожен з яких становить приблизно 2150 років. Платонівські місяці носять імена за сузір'ями Зодіака. Коли взяти за основу сучасні межі сузір'їв, тоді екліптика проходитиме через 13 сузір'їв — 12 зодіакальних та сузір'я Змієносця (Ophiuchus). Окрім того сузір'я займають різновеликі відтинки на екліптиці, тому більш вірно поділяти по знакам зодіаку, які займають рівно 30 град.
Якщо розглядати сузір'я як рівновеликі й взяти за основу тривалість Платонівського року 25 800 років, вийде така таблиця (місяці округлено на півстоліття)[джерело?].
|            |        | 30°-ні сектори       | Входження в сузір'я (різновеликі сектори) | Входження в сузір'я (різновеликі сектори) | Входження в сузір'я (різновеликі сектори) | Входження в сузір'я (різновеликі сектори) | Входження в сузір'я (різновеликі сектори) |
| Сузір'я    | Сектор | Платонівський місяць | Весняне рівнодення                        | Літнє сонцестояння                        | Осіннє рівнодення                         | Зимове сонцестояння                       | Тривалість                                |
| Діва       | 44,1°  | + 12950 — 12850      | + 12170 — 13630                           | — 7180                                    | — 730                                     | + 5720                                    | 3160 років                                |
| Лев        | 35,7°  | — 10700              | — 10470                                   | — 4020                                    | + 2430                                    | + 8880                                    | 2570 років                                |
| Рак        | 20,1°  | — 8550               | — 7900                                    | — 1450                                    | + 5000                                    | + 11450                                   | 1440 років                                |
| Близнюки   | 27,9°  | — 6400               | — 6460                                    | — 10                                      | + 6440                                    | + 12890 −12910                            | 2000 років                                |
| Телець     | 36,7°  | — 4250               | — 4460                                    | + 1990                                    | + 8440                                    | — 10910                                   | 2620 років                                |
| Овен       | 24,7°  | — 2100               | — 1840                                    | + 4610                                    | + 11060                                   | — 8290                                    | 1770 років                                |
| Риби       | 37,2°  | + 50                 | — 70                                      | + 6380                                    | + 12830 — 12970                           | — 6520                                    | 2670 років                                |
| Водолій    | 24,0°  | + 2200               | + 2600                                    | + 9050                                    | — 10300                                   | — 3850                                    | 1710 років                                |
| Козеріг    | 28,0°  | + 4350               | + 4310                                    | + 10760                                   | — 8590                                    | — 2140                                    | 2010 років                                |
| Стрілець   | 33,3°  | + 6500               | + 6320                                    | + 12770 — 13030                           | — 6580                                    | — 130                                     | 2380 років                                |
| Змієносець | 18,6°  | + 8650               | + 8700                                    | — 10650                                   | — 4200                                    | + 2250                                    | 1340 років                                |
| Скорпіон   | 6,7°   | + 8650               | + 10040                                   | — 9310                                    | — 2860                                    | + 3590                                    | 480 років                                 |
| Терези     | 23,0°  | + 10800              | + 10520                                   | — 8830                                    | — 2380                                    | + 4070                                    | 1650 років                                |

— = до н. е. 
 + = н. е.

## Платонівський рік у культурі
Про Платонівський рік згадує Хорхе Луїс Борхес у своїй Книзі вигаданих істот (розділ «Птаха Фенікс»).
Мотив Платонівського року зустрічається в одному з віршів Анатолія Дністрового «Кіно 1997 року». Текст вірша див. тут